# Sven Glinker
Sven Glinker (* 24. Januar 1981 in Berlin) ist ein deutscher Volleyballspieler.

## Karriere
Sven Glinker begann seine Volleyball-Karriere 1990 beim SV Preußen Berlin und spielte als Jugendlicher ab 1991 beim SCC Berlin. Im Beachvolleyball wurde er 1999 mit Björn Andrae deutscher A-Jugend-Meister. Mit der deutschen Jugend-Nationalmannschaft wurde er im selben Jahr Vize-Europameister. Anschließend spielte er mit der deutschen Juniorenauswahl sowohl in der zweiten Bundesliga für den VC Olympia Berlin als auch mittels Zweitspielrecht in der Bundesliga für den SCC Berlin, mit dem er 2000 DVV-Pokalsieger und deutscher Vizemeister wurde. 2001 wechselte der Außenangreifer zum Ligakonkurrenten Bayer Wuppertal, mit dem er 2003 erneut deutscher Vizemeister wurde. In dieser Zeit spielte Glinker auch in der A-Nationalmannschaft. 2004 wechselte er zum belgischen Erstligisten Aquacare Halen. Zwei Jahre später kehrte er zurück in die deutsche Bundesliga und spielte 2006/07 für die SG Eschenbacher Eltmann und 2007/08 für die Hamburg Cowboys. Wegen Knieproblemen musste Glinker 2008 seine Volleyballkarriere zunächst beenden. 2015 wurde Glinker reaktiviert und spielte zwei Jahre in der zweiten Bundesliga Süd bei den Oshino Volleys Eltmann.

## Privates
Sven Glinker ist heute Physiotherapeut in Berlin mit einer eigenen Praxis. Er ist seit 2014 verheiratet. Seine Eltern waren sportlich in der DDR aktiv: Mutter Petra war Leichtathletin, Vater Matthias war Volleyball-Nationalspieler. Glinkers jüngerer Bruder Jan ist Fußballtorwart.